# Santuario della Madonna del Silenzio
Il santuario della Madonna del Silenzio è un edificio religioso situato ad Avezzano, in Abruzzo. Nel 2020 la chiesa, consacrata originariamente al Sacro Cuore e successivamente a san Francesco d'Assisi, è stata elevata a santuario diocesano con il titolo di "Madonna del Silenzio in San Francesco".

## Storia

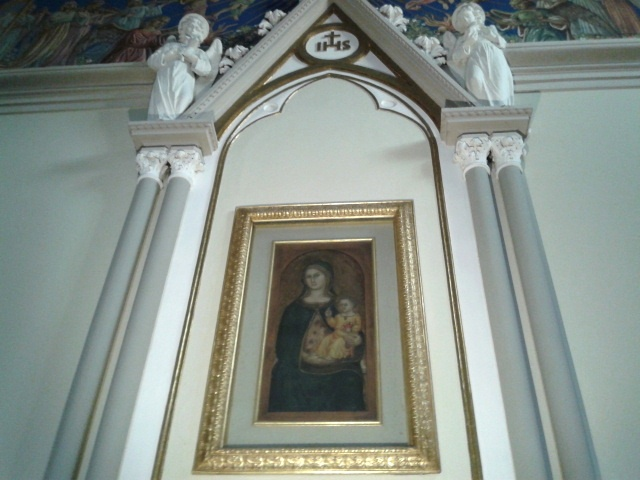
Quadro della Madonna di Vico

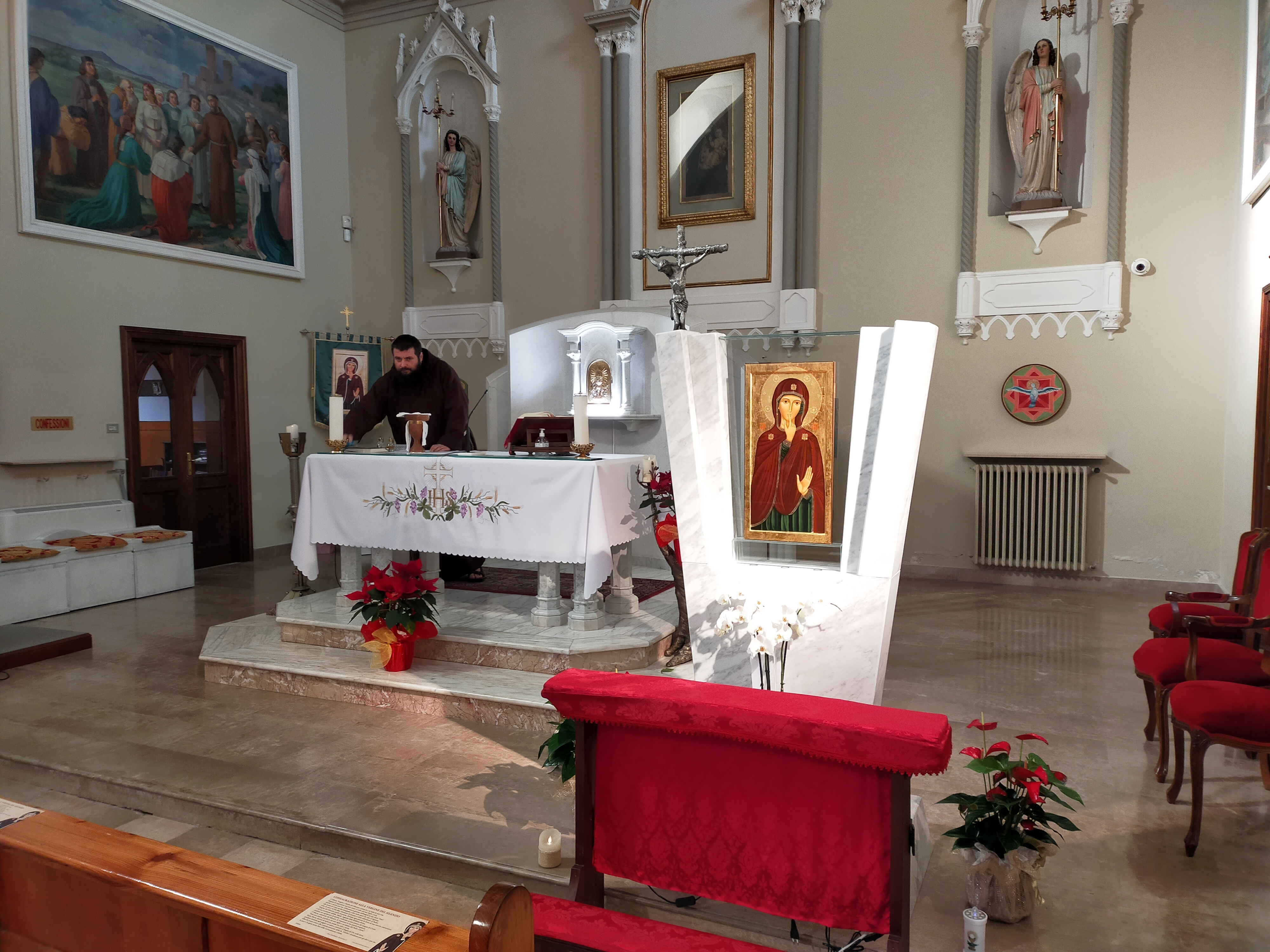
Padre Emiliano Antenucci all'altare

Il convento e la chiesa, situati nel quartiere Frati ad Avezzano, sono stati edificati tra il 1920 e il 1922, qualche anno dopo la distruzione causata dal terremoto della Marsica del 1915 del convento francescano e della chiesa di Santa Maria in Vico. Con l'acquisizione di un sito a ridosso del monte Salviano da parte dei frati cappuccini d'Abruzzo e grazie alle donazioni dei cittadini e ad un'elargizione di Papa Benedetto XV iniziò dal 1917 la costruzione degli edifici religiosi. Intitolati inizialmente al Sacro Cuore di Gesù furono consacrati e aperti al culto dal primo maggio 1920 al 30 aprile 1922. 
Nel 1939 le strutture già presentavano problemi statici, gravemente danneggiate dai bombardamenti alleati della seconda guerra mondiale furono parzialmente abbattute.
Negli anni cinquanta ebbero luogo la ristrutturazione della chiesa e l'ingrandimento del convento. Il primo gennaio 1971 il vescovo dei Marsi, mons. Domenico Valerii elevò la chiesa a parrocchia e la intitolò insieme al convento a San Francesco d'Assisi a cui originariamente era intitolata la chiesa di San Giovanni Decollato, mentre al Sacro Cuore già fu intitolata un'altra chiesa cittadina, quella del quartiere San Rocco.
Nello stesso anno un'ala della struttura conventuale ospitò una scuola materna. Nel corso degli anni settanta furono effettuati interventi di adeguamento e restauro delle strutture e fu realizzata la nicchia che ospita l'icona. Dal 1987 al 2002 furono realizzati nei terreni adiacenti un circolo ricreativo, un circolo bocciofilo e un campo di calcio regolamentare utilizzato dalla società calcistica giovanile "San Francesco".
Nei primi anni Duemila il comune di Avezzano ha realizzato la nuova pavimentazione in cubetti di porfido del piazzale antistante la chiesa, intitolato al frate cappuccino questuante, Daniele Mastrocola. Dal 2010, in seguito alla crisi di vocazioni, la chiesa e il convento hanno dovuto chiudere le principali attività sociali e religiose per essere infine incluse alla parrocchia di San Pio X in Borgo Angizia.
Il 13 maggio 2020 il vescovo, mons. Pietro Santoro, ha ufficialmente elevato la chiesa a santuario diocesano con il titolo di Madonna del Silenzio in San Francesco accogliendo il desiderio di Papa Francesco.

### L'icona della Vergine del Silenzio

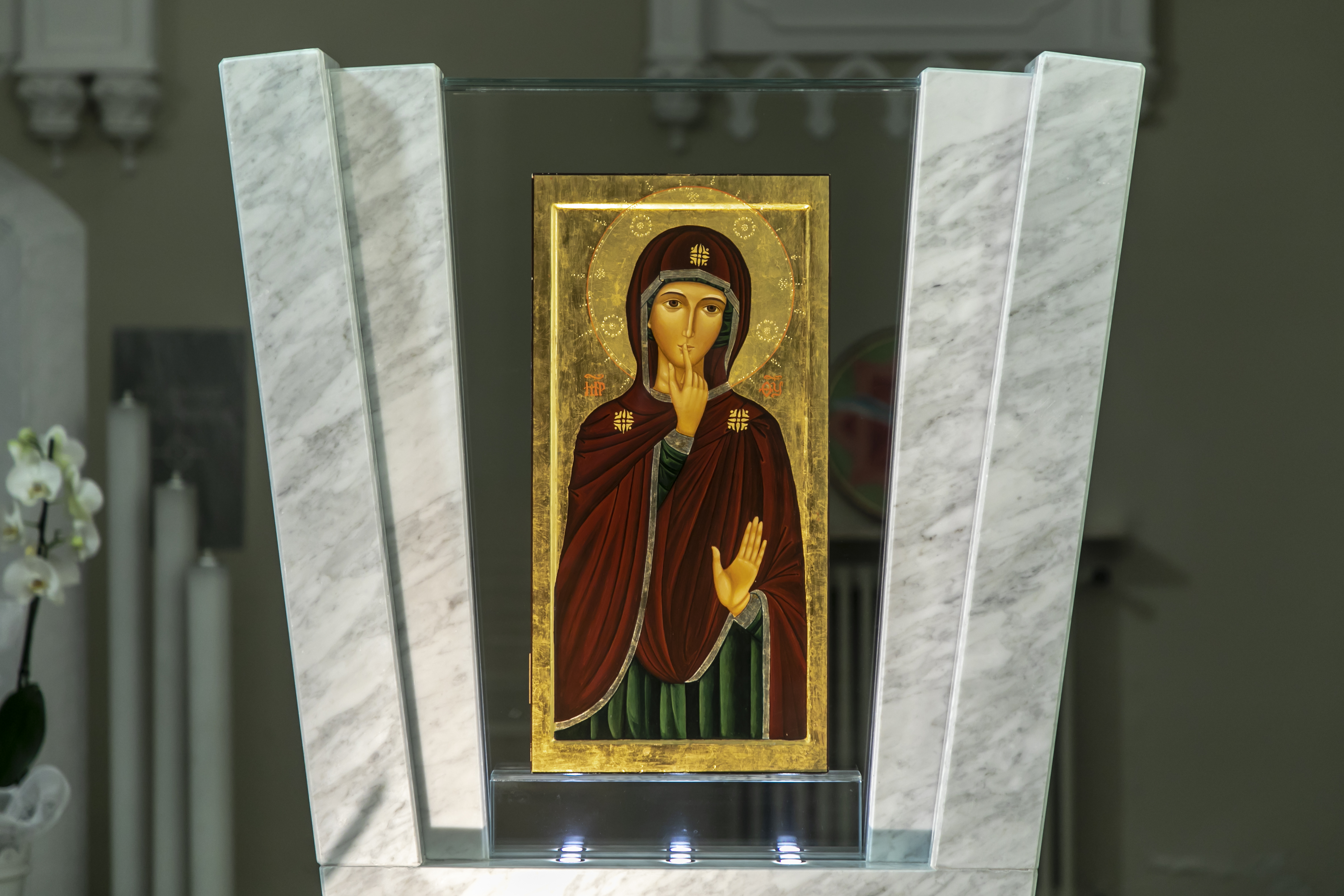
Icona della Vergine del Silenzio

La raffigurazione sacra voluta nel 2010 da Emiliano Antenucci, sacerdote dell'Ordine dei frati minori cappuccini d'Abruzzo, fu realizzata nell'abbazia Mater Ecclesiae dell'isola di San Giulio, sul lago d'Orta in Piemonte. L'icona della Vergine del Silenzio è ispirata ad un dipinto copto risalente all'VIII secolo raffigurante sant'Anna. Una copia dell'opera è stata benedetta il 18 maggio 2015 da Papa Francesco che, colpito dall'immagine, l'ha fatta collocare all'ingresso principale del palazzo Apostolico al cortile di San Damaso. L'icona originale è stata benedetta il 15 giugno 2016 dal pontefice che, qualche anno dopo, ha espresso formalmente il desiderio di trovare in Abruzzo un luogo di culto dedicato alla Vergine del Silenzio.

## Descrizione
La chiesa dalle linee essenziali e semplici è a navata unica. Internamente, in una nicchia collocata sopra l'altare, si trova l'icona che, secondo le prime fonti rappresenterebbe lo stile bizantino (X-XI secolo), mentre studi successivi la collocano nell'ambito del tardo gotico del XV secolo. Raffigurata nel quadro ricavato dalla pala d'altare, secondo le fonti antiche originariamente era conservata nella piccola chiesa di Santa Maria e poi in quella di San Vincenzo in località Penna, alle sponde del lago Fucino tra Avezzano e Luco dei Marsi. Nel corso del XIII secolo, con l'abbandono della località causata dall'inondazione lacustre, l'opera fu spostata nella chiesa della Madonna di Vico rimanendo lì fino al terremoto della Marsica del 1915 che la distrusse completamente insieme al convento francescano. La pala d'altare gravemente danneggiata venne trasportata prima a Roma nel museo nazionale del Palazzo di Venezia e in seguito nel museo diocesano capitolare di Velletri, infine nel 1952 fu ospitata di nuovo nel museo romano dove al termine degli anni sessanta venne ricavato il quadro. Rintracciato e riconosciuto dal pittore Francesco Antonio Bianchi il 23 dicembre 1972, grazie all'interessamento dei frati cappuccini e del ministro dell'istruzione dell'epoca Oscar Luigi Scalfaro, fu riportato ad Avezzano nella nuova chiesa dei frati cappuccini ed esposto al pubblico dal 18 febbraio 1973.
Le pitture murali furono realizzate da Francesco Antonio Bianchi.